# Choi Sung-kuk
Choi Sung-kuk (ur. 8 lutego 1983 w Seulu) – południowokoreański piłkarz grający na pozycji napastnika.

## Kariera klubowa
W latach 2001–2002 reprezentował Korea University. W 2003 trafił do Ulsan Hyundai FC. W sezonie 2003 zajął z tym klubem drugie miejsce. W 2005 został wypożyczony do Kashiwa Reysol, ale po pięciu nieudanych miesiącach wrócił do Ulsan. W 2006 opuścił ten klub, a 17 stycznia 2007 podpisał kontrakt z Seongnam Ilhwa Chunma. W grudniu 2008 został wypożyczony do Gwangju Sangmu, w którym grał do 2010. W styczniu 2011 trafił do Suwon Bluewings. 16 stycznia 2012 dołączył do Rabotničkiego Skopje, jednakże nie zagrał w żadnym meczu, gdyż został dożywotnio wykluczony z gry w piłkę nożną, w związku z aferą korupcyjną w Korei w czerwcu 2011.

## Kariera reprezentacyjna
Choi wystąpił w 25 meczach w reprezentacji Korei Południowej, w których strzelił 2 gole.